# Обществена полевка
Обществените полевки (Microtus socialis) са вид дребни бозайници от семейство Хомякови (Cricetidae).
Разпространени са в степните области на Евразия от Днепър до Джунгария, както и в северната част на Близкия изток. Често срещани са в своя ареал и са смятани за важен вредител за земеделието. Образуват колонии и живеят в сложни системи от относително плитки тунели. Хранят се главно със зърно и зелени части на растения.